# FC Differdange 03
FC Differdange 03 är en luxemburgsk fotbollsklubb från staden Differdange i sydvästra Luxemburg.

## Historia
Klubben grundades 2003 efter en hopslagning av FA Red Boys Differdange och AS Differdange. När klubbarna gick ihop 2003 låg Red Boys i den nedre halvan av den näst högsta division och AS Differange låg i mitten av den tredje högsta divisionen. FC Differdange 03 tog över Red Boys position och gick upp till den högsta ligan, då ligan expanderade från 12 till 14 lag. 
Red Boys hade tidigare varit en av Luxemburgs mest framgångsrika klubbar, man hade till exempel flest vunna finaler i den inhemska cupen (14 stycken). Under 1920- och 1930-talen tog klubben tog 13 nationella titlar på 13 år (1923-1936), då man tävlade mot CA Spora Luxembourg om att vara den bästa klubben i landet. Spora lyckades under samma period ta åtta titlar.
I europacuperna har Red Boys spelat i Europacupen, den tidigare motsvarigheten till UEFA Champions League en gång, säsongen 1979/1980. Man har också deltagit i UEFA-cupen (sex gånger) samt i Cupvinnarcupen (tre gånger). Klubben har dock aldrig kommit längre än till första rundan. Säsongen 2006/07 kvalificerade man sig för UEFA Intertoto Cup och deltog i denna under 2007 - men man åkte sin vana troget ut i första rundan, efter att ha förlorat mot ŠK Slovan Bratislava med 5-0 sammanlagt.

## Meriter
- Coupe de Luxembourg:
  - Vinnare (2): 2009-10, 2010-11
- UEFA Intertoto Cup:
  - Omgång 1 (1): 2007

### Som Red Boys Differdange
- Foussball Nationaldivisioun:
  - Vinnare (7): 1922-23, 1925-26, 1930-31, 1931-32, 1932-33, 1978-79, 2023/24
  - Tvåa (11): 1910-11, 1926-27, 1933-34, 1934-35, 1957-58, 1973-74, 1975-76, 1979-80, 1980-81, 1983-84, 1984-85
- Coupe de Luxembourg:
  - Vinnare (17): 1924-25, 1925-26, 1926-27, 1928-29, 1929-30, 1930-31, 1933-34, 1935-36, 1951-52, 1952-53, 1957-58, 1971-72, 1978-79, 1981-82, 1984-85, 2009-2010, 2010-11
  - Tvåa (11): 1923-24, 1931-32, 1934-35, 1947-48, 1949-50, 1954-55, 1957-58, 1969-70, 1976-77, 1985-86, 1989-90
- Europacupen:
  - Omgång 1 (1): 1979-80
- UEFA-cupen:
  - Omgång 1 (6): 1974-75, 1976-77, 1977-78, 1980-81, 1981-82, 1984-85
- Cupvinnarcupen:
  - Omgång 1 (3): 1972-73, 1982-83, 1985-86